# William Louis Sonntag Sr.
William Louis Sonntag (2 de març de 1822- 22 de gener de 1900) fou un pintor paisatgista estatunidenc que va treballar a la manera de l'Escola del Riu Hudson la major part de la seva carrera, encara que la influència de l'Escola de Barbizon és evident en la seva etapa madura. Artista prolífic, Sonnatg va gaudir d'un envejable prestigi durant els últims trenta anys de la seva vida. El seu fill, William Louis Sonntag Jr. (1869–1898), fou pintor i també dibuixant.

## Joventut i aprenentatge
William Louis Sonntag va néixer el 2 de març de 1822 a East Liberty, un llogarret actualment incorporat a Pittsburgh. Els seus primers anys els va passar a Cincinnati, Ohio. Aviat va mostrar interès per l'art, i ja quan va arribar a l'adolescència, havia decidit convertir-se en un artista professional. Abans d'estudiar Art, va tenir una breu formació en arquitectura. Des de mitjans de la dècada de 1840 va fer diverses excursions amb finalitats artístiques a Kentucky i a Virgínia.
En gran part autodidacta, l'any 1841 va exposar per primera vegada una pintura l'any a Cincinnati. El 1847, la seva obra va cridar l'atenció del reverend Elias Lyman Magoon, pastor de l'Església Baptista a Cincinnati, per a qui Sonntag va executar The Progress of Civilization, (ubicació actual desconeguda), una sèrie de quatre pintures basades en The Ages, un poema de William Cullen Bryant (1794-1878).

## Activitat artística
A finals de la dècada de 1840 Sonntag va exposar a la recentment fundada Western Art Union a Cincinnati i a l'American Art-Union (activa entre 1839–1851) de Nova York. El 1850 va començar a pintar un panorama pel El Paradís perdut i del Paradise Regained de John Milton, però no va poder acabar-lo a causa d'una malaltia.
El 1852, el director del Baltimore and Ohio Railroad va encarregar a Sonntag que pintés escenes de les rutes de la companyia entre Baltimore i Cumberland (Maryland). Sonntag i la seva dona, Mary Ann Cowdell, amb qui s'havia casat l'any anterior, van utilitzar l'ocasió com un viatge de noces ajornat.
Sonntag va començar a exposar a la Pennsylvania Academy of the Fine Arts l'any 1853. El mateix any va fer el seu primer viatge a l'estranger, en companyia de Robert S. Duncanson i de John Robinson Tait (1834-1909), amb qui havia compartit estudi. Tot i que el grup va visitar París i Londres, Sonntag va passar la major part dels seus vuit mesos de viatge a Itàlia. Entre 1855 i 1856 va fer un segon viatge a Itàlia, on va tornar altres vegades durant la seva vida.
El 1857, va establir la seva residència i el seu estudi a Nova York. Sonntag va exposar per primera vegada a la National Academy of Design l'any 1855, una pràctica que va continuar cada any durant la resta de la seva vida. Va ser elegit associat d'aquesta acadèmia l'any 1860, i acadèmic l'any següent. Va ser membre de la Artists' Fund Society i també va pertànyer a la American Watercolor Society (fundada l'any 1866), on va exposar regularment.
Conegut per les seves representacions de muntanyes i boscos americans, va fer viatges de treball a través d'Ohio Kentucky, Carolina del Nord i del Sud, Virgínia de l'Oest i Pennsilvània. Tant durant com després de la Guerra Civil dels Estats Units, va deixar de pintar els esbossos realitzats de les terres del Sud-est dels Estats Units, per centrar-se en les vistes panoràmiques de l'Estat de Nova York i de Nova Anglaterra. Al llarg de la segona meitat del segle va continuar exposant a la National Academy of Design, a la Pennsylvania Academy of the Fine Arts i, a més, al Boston Athenæum i a la Brooklyn Art Association (fundada l'any 1861). Va morir el 22 de gener de 1900 a Nova York.